# 앤 잭슨
앤 잭슨(Anne Jackson, 1925년 9월 3일 ~ 2016년 4월 12일)은 미국의 배우이다.